# برونو خورداو
برونو خورداو (بالبرتغالية: Bruno Jordão‏) هو لاعب كرة قدم برتغالي في مركز الوسط، ولد في 12 أكتوبر 1998 في مارينها جراندي في البرتغال. لعب مع سبورتينغ براغا ونادي لاتسيو.

## وصلات خارجية
- برونو خورداو على موقع الاتحاد الأوربي (الإنجليزية)
- برونو خورداو على موقع قاعدة بيانات كرة القدم.إي يو (الإنجليزية)
- برونو خورداو على موقع Soccerbase.com (لاعب) (الإنجليزية)
- برونو خورداو على موقع Soccerway.com (الإنجليزية)
- برونو خورداو على موقع عالم كرة القدم.نت (الإنجليزية)